# 大野町立南小学校
大野町立南小学校（おおのちょうりつ みなみしょうがっこう）は、岐阜県揖斐郡大野町大字加納にある公立小学校。

## 通学区域
- 通学区域は加納、南方、五之里、郡家、上磯、下磯、本庄、下座倉であり、公立中学校の進学先は大野町立揖東中学校である[1]。

## 沿革
- 1873年（明治6年）3月 - 鹿野村、定松村、五ノ里村、郡家村、上磯村、下磯村、有里村、南方村の連合で、亀丘舎を開校。西座倉村、下座倉村が連合で、可欽舎を開校。
- 1874年（明治7年） - 鹿野・定松を合わせて「加納」と改称したため、「亀丘舎」は8ヶ村の連合とする。
- 1876年（明治9年）8月 - 加納村の旧地に校舎一棟を新築、亀丘舎を移転し「研精小学校」と改称。
- 1879年（明治12年）4月 - 西座倉の「可欽舎」を下座倉に移転し、座倉尋常小学校と改称。
- 1886年（明治19年）4月 - 研精小学校が加納簡易小学校・加納尋常小学校に改称。
- 1889年（明治22年）
  - 4月 - 加納尋常小学校に高等科を併設し、加納尋常高等小学校と改称。
  - 10月28日 - 6時頃に発生した濃尾大震災により、校舎が半壊する。
- 1898年（明治31年）
  - 4月 - 加納尋常高等小学校を川合尋常高等小学校と改称。
  - 9月 - 修学旅行を初めて実施する。鹿野より舟で養老に行き宿泊し、翌日大垣経由で帰校した。
- 1899年（明治32年）4月 - 座倉尋常小学校を廃し、川合尋常高等小学校の分教場として1学年と2学年の2学級を置く。
- 1901年（明治34年）9月 - 加納河原（揖斐川）で運動会を開催。
- 1903年（明治36年）7月 - 校舎1棟新築落成する。
- 1908年（明治41年）3月 - 座倉分教場を廃止する。
- 1911年（明治44年） - 校門を新設し、校舎裏の溜池を埋めて学校園及び農業実習地を設ける。郷土歌ができる。
- 1912年（明治45年）4月 - 川合尋常高等小学校付設川合裁縫補習学校を創設する。
- 1921年（大正10年）4月 - 実業学校令により付設川合農業補習学校を川合村実習補習学校を創設する。
- 1922年（大正11年）9月11日 - 夜より村内一斉に電灯が点き、学校も宿直室・昇降口・その他3教室にも点灯する。
- 1932年（昭和7年）3月 - 川合村育年訓練所を設置し、補習学校生徒を充てる。小学校付設裁縫補習学校を川合農業補習学校と改称。
- 1935年（昭和10年）7月 - 青年学校令により川合実業補習学校と川合青年訓練所が合併し、農業青年学校とする。
- 1941年（昭和16年）4月 - 国民学校令により、川合国民学校と改称。
- 1942年（昭和17年）10月 - 学制頒布70周年記念式典を挙行。
- 1947年（昭和22年）4月 - 小学校令実施(学制改革)により、川合村立川合小学校と改称。
- 1956年（昭和31年）
  - 8月 - 町村合併により、下座倉・西座倉・本庄の児童53名が安八郡神戸町の神戸小学校に転校（川合村 (岐阜県揖斐郡)#分村問題を参照）。
  - 9月 - 村営スクールバス（しろはと号）修祓式を挙行し、スクールバスの運行開始。
- 1959年（昭和34年）
  - 5月 - 学校完全給食開始。
  - 12月 - 西舎（2階建て）新築落成する。
- 1960年（昭和35年）1月1日 - 町村合併により大野町立南小学校と改称。
- 1966年（昭和41年）7月 - プール竣工。
- 1971年（昭和46年）12月 - 新校歌制定し、披露式を挙行。
- 1974年（昭和49年）3月 - 小学校創立百年記念式典挙行（亀山に記念碑建立）。
- 1986年（昭和61年）5月 - 新校地造成工事及び校舎全面改築工事開始。
- 1987年（昭和62年）
  - 2月 - 新校舎（鉄筋3階建て）完成し、移転。
  - 12月 - プール竣工。
- 1988年（昭和63年）2月 - 屋内運動場竣工。
- 1992年（平成4年）1月 - 動物村完成。
- 1997年（平成9年）10月 - 新校舎新築10周年記念事業開催。
- 1998年（平成10年）3月 - 屋上屋根改修。
- 1999年（平成11年）8月 - パソコン室のパソコン入替え（2000年対応）。
- 2000年（平成12年）11月 - 普通教室のストーブ付け替え。
- 2001年（平成13年）12月 - ホームページ作成。
- 2004年（平成16年）2月 - パソコン室のパソコン入れ替え。
- 2005年（平成17年）
  - 3月 - コンピュータ20台入れ替え。
  - 8月 - 校舎に「学校の教育目標」の看板が完成する。
- 2007年（平成19年）10月 - 校舎移転20周年式典挙行。
- 2009年（平成21年）8月 - 普通教室に扇風機取り付け。
- 2010年（平成22年）3月 - パソコン室パソコン入れ替え（40台導入）。電子黒板導入。
- 2011年（平成23年）12月 - 新校舎「絆館」竣工。
- 2015年（平成27年） - パソコン室Windouwsタブレット40台導入。
- 2018年（平成30年）4月 - 普通教室にエアコン完備。
- 2020年（令和2年）12月 - 児童1人に1台のタブレット配付。
- 2021年（令和3年）3月 - 普通教室に「みらいステーション」導入。
- 2023年（令和5年）3月 - 150周年記念式典を開催。その一環として校歌を新らたに編曲。編曲は岩崎将史が担当し、同氏自らピアノ伴奏を演奏した録音音源を制作。同年4月以降の式典に使用される。またこの音源は150周年記念式典の映像にも収められている。

### この節の沿革
- 学校沿革（学校ホームページ内）（一部記載除く）

## アクセス
- 名阪近鉄バス大垣大野線「南小前」バス停下車後、徒歩約175m・約3分。

## 周辺
- 川合地区農村集落多目的施設 - 敷地が隣接
- 亀山古墳
- 大野町バラ公園 - 1986年までの南小学校跡地

## 義務教育学校への再編計画
- 町内の全小中学校（小学校6校・中学校2校）を統合し、1つの義務教育学校とする計画である。校舎は新設し、2031年の開校の計画である[2]。